# 王丹一
王丹一（1919年—2016年7月19日），原名王珠凤，江苏金坛人，中国马克思主义哲学家艾思奇的夫人。1935年春，参加革命工作；1938年4月，加入中国共产党。曾在中共中央组织部和中共中央党校政策研究室任职。
文化大革命结束后，王丹一开始整理艾思奇的遗留文稿，先后主持出版了《艾思奇文集》两卷本，以及560万字的《艾思奇全书》八卷本等一系列著作。

## 生平
自小受到家庭教育的影响，王丹一12岁时就追随父亲，开始走上追求真理、拯救中华的革命道路。于1932年9月，考入山西省立太原女子中学初中部，并参加了“红色妇联”的抗日救亡工作。1935年9月，考入北平私立志成女子中学高中，参加了中共领导的一二·九运动。1937年7月，转入湖北省立女子二中，参加“平津流亡同学会”组织的抗日活动。1937年11月，18岁的王丹一，赴延安，继续投身革命。
王丹一先是在中华民族解放先锋队西安总队部办的游击战训练班学习，随后转入位于泾阳县安吴镇的安吴堡青训班学习。1938年4月，到延安，进入陕北公学总校二期14队学习，并正式加入中国共产党。1938年7月，在旬邑县看花宫村，参加创建陕北公学关中分校，先后任37队政治干事和班长。1939年5月，回到延安，先后在延安马列学院、中共中央研究院宣传研究室学习；1942年1月，调中共中央宣传部宣教工作调研组任职，并于翌年参加了整风运动。1944年7月，与艾思奇结婚。此后，王丹一先后在中共中央党校三部文艺室，《解放日报》社，中央土地改革运动试点工作团，华北大学一部，马列学院一部工作。
中华人民共和国成立后，王丹一长期在中央组织部工作，先后担任组织指导处、党员管理处、基层处任组织员、巡视员；1963年9月，调中央党校政策研究室，任党支部委员。1966年，艾思奇病逝后，受邓颖超、李培之等人的嘱托，整理艾思奇的遗留文稿。文化大革命期间，王丹一受到冲击，被下放到河南五七干校劳动；1973年，因病回到北京休养。1978年，中共中央党校复校后，王丹一正式开展艾思奇文稿的整理工作。1982年11月，离职休养。

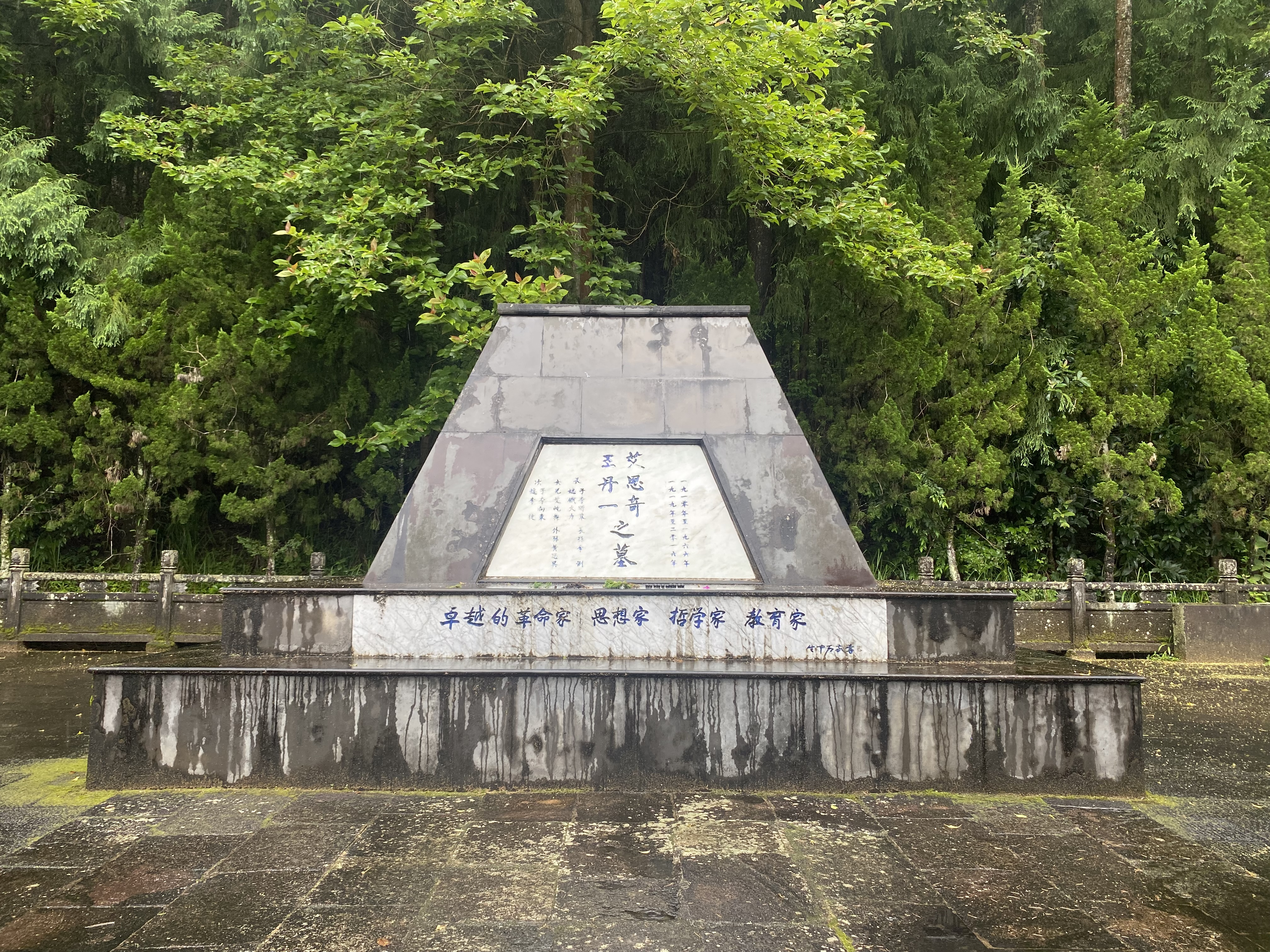
艾思奇、王丹一之墓

2016年7月19日，王丹一在北京去世，享寿97岁，并与丈夫合葬在云南腾冲，艾思奇的故乡。官方评价她是“中国共产党优秀党员”，并在讣告中特别强调王丹一曾是“中央党校政策研究室副局级离休干部（享受副部级医疗待遇）”。在追悼会上，除多位时任中共高层领导人送花圈致意外，还有李鹏、朱镕基、温家宝三任前国务院总理，以及宋平等退休元老，规格很高。

## 著作
1953年，因一次手术事故，导致王丹一神经受到伤害，其后又身患多种疾病；但她依旧坚持工作，先后主持出版了《艾思奇文集》两卷本，以及560万字的《艾思奇全书》八卷本等一系列著作。离休后，她继续组织开展研究艾思奇学术思想工作，直至去世。